# Enzo Francescoli
Enzo Francescoli Uriarte (Montevideo, 12. studenog 1961.), bivši urugvajski nogometaš. Za urugvajsku nogometnu reprezentaciju je nastupao 73 puta te postigao 17 pogodaka. Poznat je bio i pod nadimkom Princ (El Príncipe). U ožujku 2004. godine Francescoli je priznat kao jedan od 100 najboljih živućih nogometaša FIFA-e.

## Karijera
Karijeru je započeo u Montevideo Wanderersu, gdje je proveo dvije sezone do prelaska u argentinski River Plate 1983. godine gdje će ostati do 1986. godine. U Riveru je bio najbolji strijelac, a s momčadi je u sezoni 1985./86. osvojio titulu prvaka Argentine.
Godine 1986. prelazi u francuski RC Paris gdje provodi tri sezone do prelaska u Olympique Marseille. Tamo nastupa jednu sezonu i osvaja titulu. Godine 1990. prelazi u Italiju gdje s manje uspjeha igra prvo tri sezone za Cagliari, dok je jednu sezonu odigrao i za Torino. Posljednje četiri sezone u karijeri provodi ponovo igrajući za River Plate, s kojim osvaja Copa Libertadores 1996. godine. U posljednjoj sezoni 1997. godine osvaja i Superkup Južne Amerike.
S mlađom momčadi Urugvaja je 1981. godine osvojio prvenstvo Južne Amerike. Za prvi tim je odigrao prvi nastup 20. veljače 1982. godine protiv Južne Koreje. S reprezentacijom je osvojio 3 Kupa Amerike, 1983., 1987. i 1993., a sudjelovao je i 1989. te 1993. godine.
Sudjelovao je na dva Svjetska prvenstva, u Meksiku 1986. i Italiji 1990. godine. Oba puta s reprezentacijom je stigao do druge faze natjecanja. Godine 1986. u drugom natjecanju protiv Danske postigao je jedini gol za Urugvaj.